# Penske PC-23

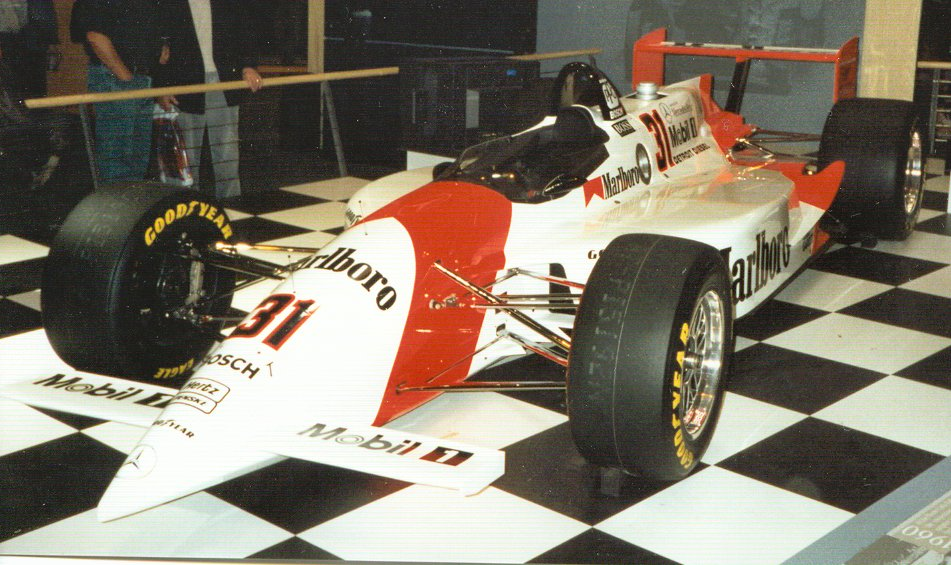
E Penske PC-23 Ganador de las 500 millas de Indianápolis y de la serie PPG CART/IndyCar World Series, con Al Unser Jr., y polémico coche.

 El Penske PC-23 fue un monoplaza CART que compitió en la temporada 1994 de la IndyCar World Series para Penske Racing y en 1995 por Bettenhausen Motorsports.

## Información general
El PC-23 fue una evolución del diseño de su predecesor, el PC-22, que había ganado la edición de 1993 las 500 millas de Indianápolis con Emerson Fittipaldi, además de 8 carreras durante toda la temporada, y a falta de tan sólo 8 puntos para otorgarse el campeonato de la temporada de 1993 de la PPG CART/IndyCar World Series, apenas quedando detrás del campeón del equipo Newman-Hass el piloto campeón de Fórmula 1, el inglés Nigel Mansell. La única diferencia sustancial del nuevo coche, fue que en la parte trasera, los alerones fueron más pequeños para correr en los óvalos cortos, obligatorio debido a los cambios en las reglas para la temporada de 1994, y el equipo Penske puso sus esfuerzos a prueba para minimizar los efectos de estos cambios. También hubo algunas modificaciones a la transmisión, pero el coche nuevo era sobre todo una evolución. Los planes para adaptarse al nuevo PC-23 con una suspensión de sistema activa fueron cancelados debido a la prohibición de CART con respecto a dicha tecnología. El coche y el motor Ilmor estaban listos para probarse a mediados de diciembre de 1993.
Durante la Indy 500, la versión del PC-23, mostró una cubierta del motor mucho más grande, necesaria debido al nuevo motor. Otras modificaciones incluyeron una mejor y mucho más resistente caja de cambios, para hacer frente al aumento de la potencia que era evidentemente mayor y a la par del árbol de levas para empuje del motor. Sin embargo, las dos cajas de cambios fueron de aproximadamente del mismo peso, lo que causó un ligero cambio en el equilibrio de peso. El Mercedes-Benz 500i fue apenas un motor pequeño que el Ilmor Indy V8 original, aunque debido a sus tomas debía haberse equilibrado el centro de gravedad con el motor entero, lo que le hizo mayor que el del 500i, cambiando así el equilibrio general del coche un poco. El desarrollo y prueba del motor 500i, en ese momento llamado Ilmor 265E, se llevó a cabo en el más absoluto secreto, ya que existía la posibilidad de que este fuese prohibido por el ente fiscalizador de la Indy 500.

## Historia
Penske PC-23 fue un coche del equipo Penske Racing, fue un gran éxito en la serie PPG CART/IndyCar World Series compitriendo para las temporadas 1994 y 1995, siendo también conducido por el Bettenhausen Motorsports. Diseñado por Nigel Bennett, quien tomó su diseño basado en el coche de 1993, el PC-22, que fue un gran cambio radical en el concepto básico de los anteriores coches Penske. El PC-23 fue uno de los más dominantes durante las competencias que se haya disputado. Ganó la temporada 1994 en la CART, y así como se adjudicó las 500 millas de Indianápolis de 1994 con Al Unser Jr., junto al campeón de Indy 500 de 1989 y 1993 el excampeón de Fórmula 1 Emerson Fittipaldi y con el canadiense Paul Tracy, anotándose el equipo con sus tres pilotos 12 victorias de 16 pruebas en total, llevándose 10 pole positions y 28 podios, en una temporada que vio al equipo Penske llevarse también la copa de Constructores, y la del fabricante para el motor Ilmor Mercedes-Benz. Sin embargo, el coche es también conocido sobre todo por su polémico árbol de levas colocado en la parte trasera del motor Mercedes-Benz 500i, que se había diseñado y desarrollado especialmente para la carrera de Indianápolis, aprovechando un vacío legal encontrado en las diferentes normas técnicas escritas en las 500 Millas de Indianápolis y los órganos de sanción de CART que imperaban hasta ese momento. 

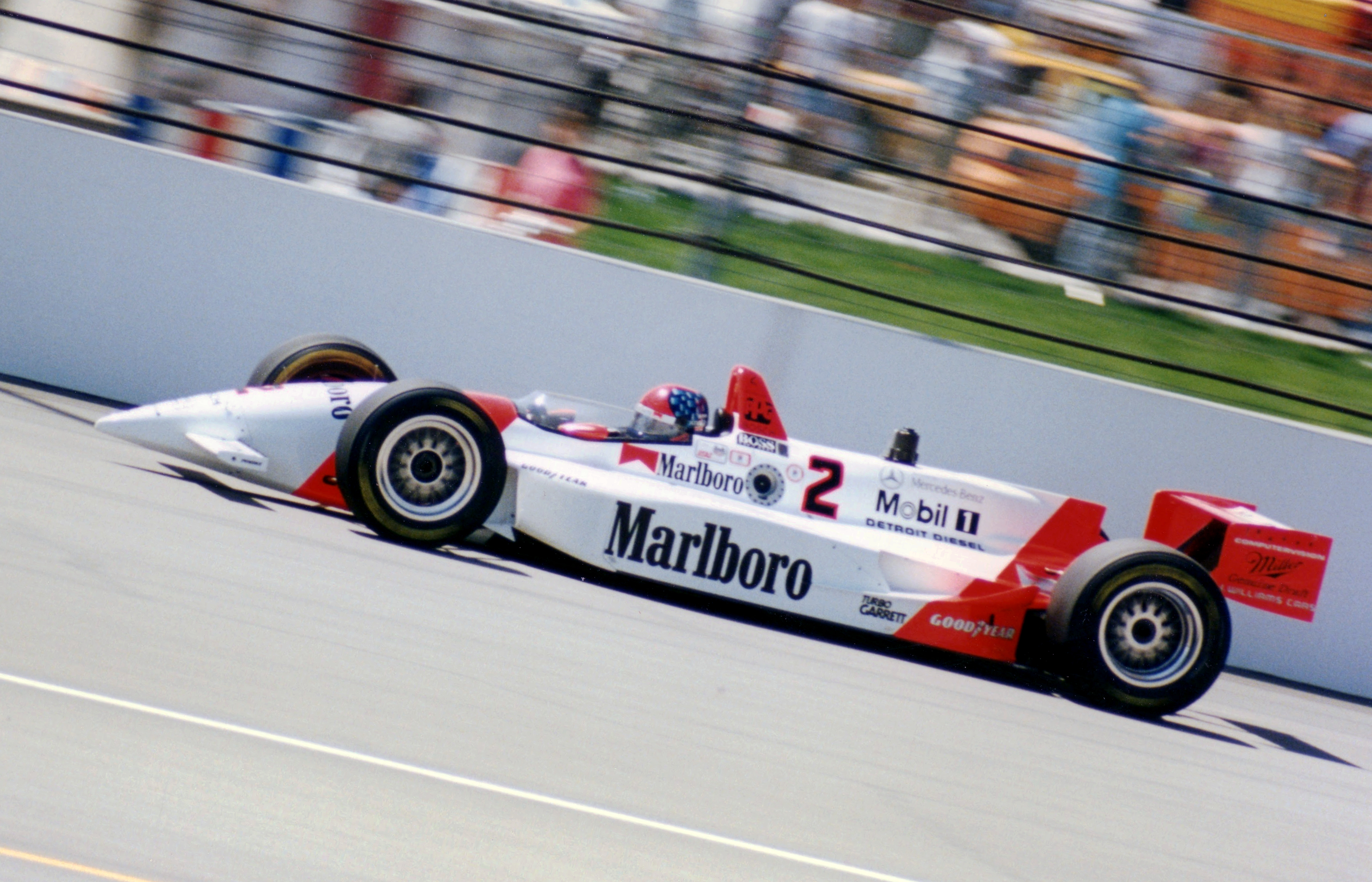
Penske PC-23 en Indy 500 de 1994 con Fittipaldi.

### Historial de competición
El PC23 debutó en 1994 en el IndyCar Gran Premio de Australia FAI, se destaca en su debut sensacional del chasis Reynard, tercero con Fittipaldi, quinto con Al Unser Jr. y 6 con Tracy. En la carrera, acortada 10 vueltas debido a la anochecer, Fittipaldi obtuvo un lugar, mientras que Unser y Tracy se retiró por problemas eléctricos. En Phoenix, la carrera en el primer óvalo de la temporada, el PC23 consiguió la primera victoria, con Fittipaldi por delante de Al Unser Jr. La temporada continuó con seis victorias en fila, tres para Unser: en Long Beach, Indianápolis y Milwaukee, donde el Team Penske Racing obtuvo un notable 1-2-3 al ganar con la segunda y tercera plaza, con Tracy y Fittipaldi, una victoria para Tracy en Detroit , y dos victorias para Unser en Portland, otro 1-2-3 para Penske, y así como en Cleveland. En Toronto, sin embargo, el motor de Unser se fundió, mientras que Fittipaldi y Tracy terminaban 3º y 5º, poniendo fin a una línea impresionante de siete victorias en fila. En Míchigan, todo los coches de Penske se retiraron, pero en las siguientes próximas carreras, Mid-Ohio y New Hampshire, Penske se anotó dos victorias en fila haciendo el 1-2-3, con Unser como ganador en ambas ocasiones. Unser ganó también en Vancouver, completando su segunda fila con tres victorias consecutivas en la temporada. En Road America fue ganada por el entonces piloto estrella en ascenso, el futuro campeón de Indy 500 y campeón Mundial de Fórmula 1, el canadiense Jacques Villeneuve, siendo su primera temporada en la serie PPG CART/IndyCar, mientras que Unser ganó el campeonato por delante de Fittipaldi. Los dos últimos eventos finales de la temporada, Nazaret y Laguna Seca, fueron ganadas por Paul Tracy. Unser, Fittipaldi y Tracy, terminaron la temporada en los tres primeros lugares de la clasificación en la temporada, respectivamente.En 1995, sin contar el lamentable y breve intento de clasificar a las 500 Millas de Indianápolis con su coche del año pasado, el Penske Racing corría en dicha temporada con el nuevo PC-24, aunque con menos éxito. Sin embargo, el equipo Bettenhausen Motorsports usaba el PC-23 durante casi toda la temporada, excepto en las 500 millas de Indianápolis y Milwaukee como las únicas excepciones. Bettenhausen contó con el sueco Stefan Johansson sumándose los puntos en ocho carreras a pesar de terminar 13º en la clasificación final, con un tercio de los lugares obtenidos como mejores resultadoa. En 1996, el PC-23, durante las 500 millas de Indianápolis que había pasado a ser la carrera final, con Gary Bettenhausen, se estrelló fuera durante la carrera en la vuelta 89, mientras iba en la posición 21. 

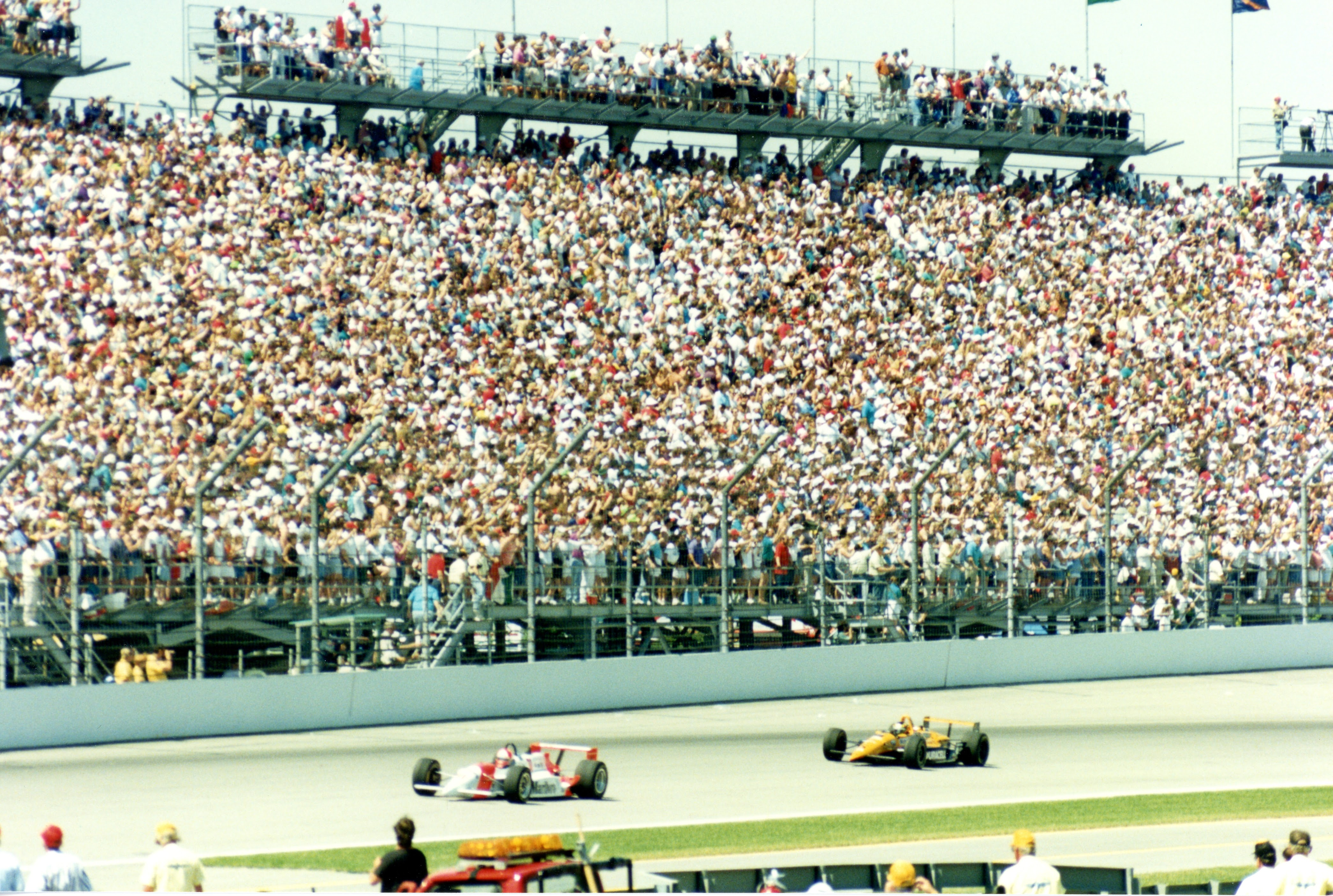
Penske PC-23 en Indy 500 durante la última vuelta con Al Unser Jr..

## Mercedes-Benz 500i
Para sorpresa de los competidores, los medios de comunicación, y los aficionados, el Marlboro Team Penske llegó al Indianapolis Motor Speedway, con una nueva marca, construido en secreto el motor de Mercedes-Benz, que poséia un árbol de levas de empuje que medía 209 pulgadas cúbicas, junto con el motor, y era capaz de una reportar 1,000 caballos de fuerza. A pesar de problemas de fiabilidad con el motor y dificultades de manejo con el chasis, lostres coches del equipo Penske (Unser, Emerson Fittipaldi y Paul Tracy) dominaron la mayor parte de la temporada, y casi toda la carrera. Este motor utilizaba una disposición de la normativa sobre el objeto en el que manifestaba el uso de un árbol de levas para el motor como el motor V-6 de Buick, que permitía un extra de 650 cm³ y de 10 pulgadas (4,9 psi / 33,8 kPa) de aumento. Esta potencia extra (al menos 900 caballos de fuerza , y se rumoreaba que hasta más de 1000 caballos de fuerza, considerándose como una ventaja de 150-200 caballos de fuerza más de lo convencional del motor V-8). Esto permitió que los coches Penske fueran mucho más veloces, dándoles la primera fila y el poste la parrilla de la edición 78° edición de las 500 millas de Indianápolis. Al Unser Jr. y Emerson Fittipaldi dominaron la carrera, con el tiempo suficiente de competencia con 16 vueltas lideradas al final de la carrera para llegar a la vuelta 200, hasta que Emerson Fittipaldi chocó contra la pared, saliendo de la curva 4, dando Al Unser Jr. el liderato y ganar. El otro piloto que terminó en la vuelta del líder fue el novato Jacques Villeneuve.
En el verano y otoño de 1993, Ilmor Penske y participaban en un programa para un nuevo motor. Bajo absoluto secreto absoluto, se estaba desarrollando un árbol de levas de 209-Pulgadas cúbicas, especialmente diseñado, para crear el de empuje adicional del motor. Mercedes se hizo cargo del proyecto, y este fue conocido como el motor Mercedes-Benz 500i . El motor fue diseñado para explotar una percepción del "vacío legal" que existía en el reglamento de la USAC que se había implementado desde 1991. Mientras CART se encargaba de sancionar el resto de la temporada de IndyCar, las 500 Millas de Indianápolis se llevó a cabo en virtud de las reglas de la USAC que estaban ligeramente diferentes. En un esfuerzo para atraer a más pequeñas empresas para la construcción del motor, la USAC había permitido el "bloque-stock" de los motores con árbol de levasde con el suficiente empuje (generalmente se definía como una sola unidad OHC, equipada con dos válvulas por cada cilindro accionadas por el árbol de levas y los balancines). El tradicional "bloque-stock" se vio el uso limitado durante década de 1980, pero se convirtió en la corriente principal de Indy a partir de la introducción del motor Buick V6 de Indy. Inicialmente, el "bloque-stock" debía tener algún diseño basado en las piezas de producción. Sin embargo, en 1991, USAC en silencio levantó el requisito y la árbol de levas para el empuje de los motores construidos se les permitió que fueran diseñados para las carreras al principio. El intento de crear una fequivalencia en la fórmula, tanto en el desarrollo del formato del árbol de levas para el empuje del motor permitió mayor amuento de la velocidad (209,3 pulgadas cúbicas vs 161,7 pulgadas cúbicas), y el aumento del turbocompresor de impulso era de(55 Pulgadas Hg frente a los 45 Pulgadas Hg).
El Equipo Penske acopló el motor con el chasis de Penske en sus instalaciones, en el PC23. Fue presentado al público en abril, pocos días antes de la primera jornada en Indianápolis. 

## Legado y Consecuencias

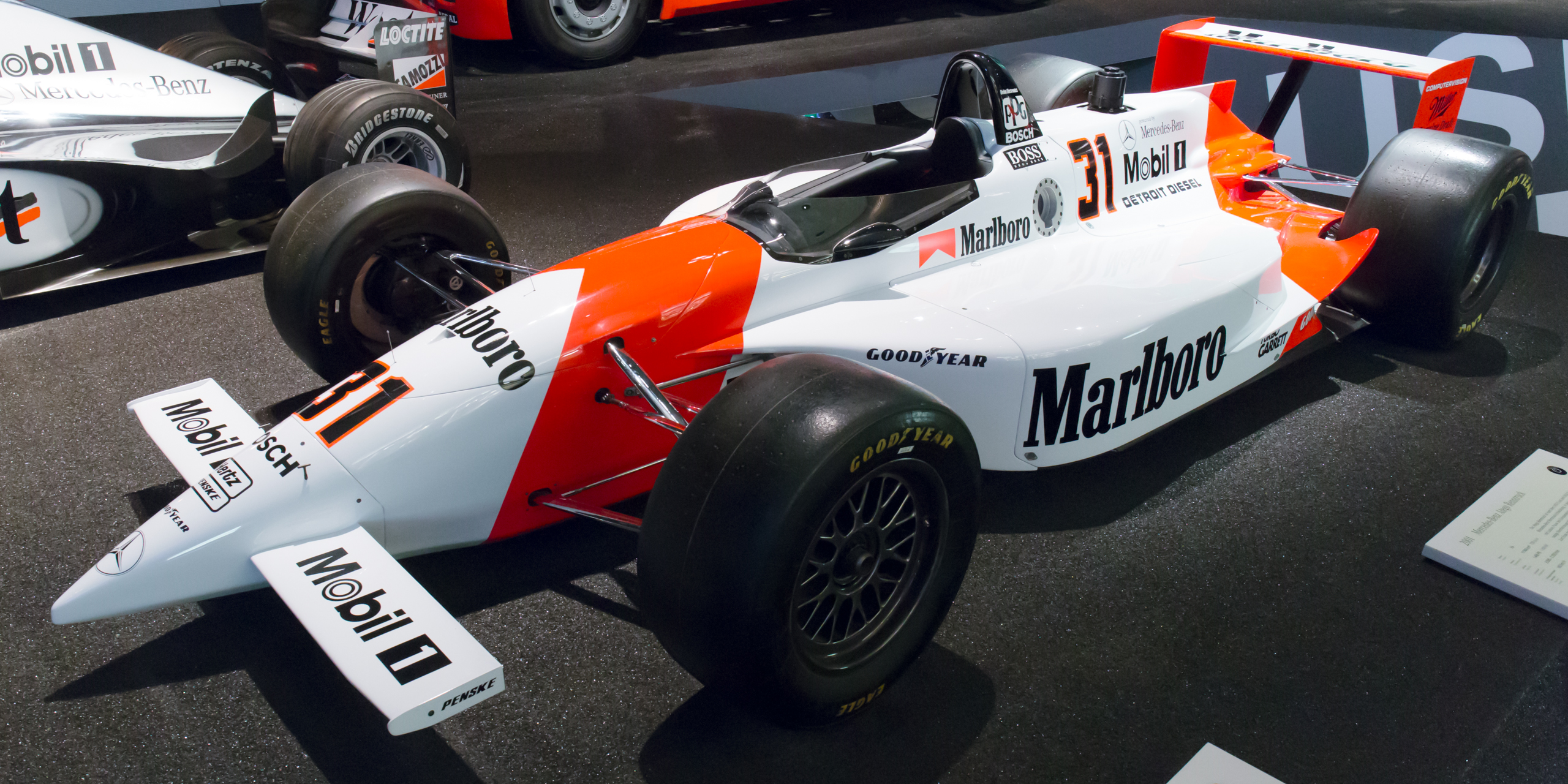
EL PC-23 En exhibición en el Museo Mercedes-Benz.

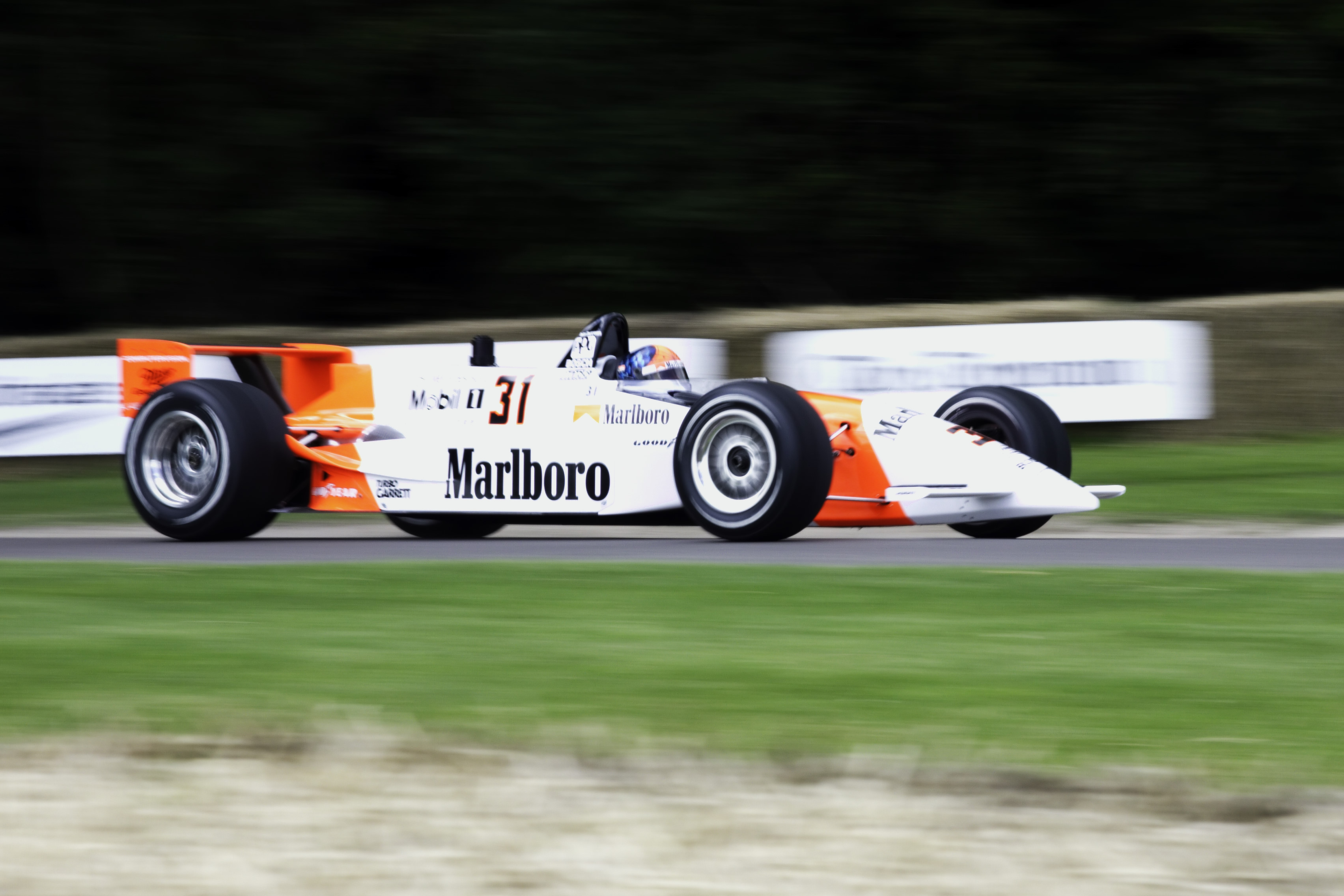
EL PC-23 En competencia.

El coche en la Indy 500, fue la versión causó un gran revuelo considerable en el Indianapolis Motor Speedway para el mundo de las carreras en general. Posteriormente, el PC-23 fue reconocido como uno de los factores desencadenantes de la separación de la organización de CART y la creación por separado de la IRL, fue la chispa que derramó el vaso que pasó hacerle el daño irreparable tanto a la serie como a sus predecesoras, y posteriormente a la siguiente serie CART (la NASCAR había aprovechado dicha situación para crecer como la serie de carreras más popular de EE. UU.), y hasta el día de hoy tras reunificarse bajo la serie IndyCar, a pesae de que todavía esta no tiene el atractivo internacional, ni el avance técnico que la CART disfrutaba desde inicios de los años 1990. El PC-23 le sigue haciendo influencia a las carreras de Indianápolis.

## Enlaces
- Wikimedia Commons alberga una categoría multimedia sobre Penske PC-23.
- An extensive article about Penske PC-23 and the Mercedes-Benz 500I engine, with various informations, specifications and images at forix.autosport.com 
  - Specifications at forix.autosport.com
- Penske PC-23 Ilmor at dlg.speedfreaks.org
- Penske PC-23 Mercedes-Benz at dlg.speedfreaks.org
- penskeracing.com

- Datos: Q5401606
- Multimedia: Penske PC-23 / Q5401606